# Zbigniew Jaremski
Zbigniew Jaremski (* 19. Juni 1949 in Zabrze; † 3. Januar 2011 ebenda) war ein polnischer Sprinter, der sich auf den 400-Meter-Lauf spezialisiert hatte.

## Karriere
Bei den Olympischen Spielen 1972 in München belegte er mit der polnischen 4-mal-400-Meter-Staffel den fünften Rang. Im 400-Meter-Lauf erreichte Jaremski die Viertelfinalrunde.
Den größten Erfolg seiner Karriere feierte er bei den Olympischen Spielen 1976 in Montreal. Die polnische 4-mal-400-Meter-Staffel holte in  der Aufstellung Ryszard Podlas, Jan Werner, Zbigniew Jaremski und Jerzy Pietrzyk die Silbermedaille hinter der Mannschaft der Vereinigten Staaten. Über 400 m schied Jaremski erneut in der Viertelfinalrunde aus.
Eine weitere Silbermedaille in der Staffel gewann er bei den Leichtathletik-Europameisterschaften 1978 in Prag zusammen mit Ryszard Podlas, Jerzy Włodarczyk, und Cezary Łapiński hinter der Mannschaft der Bundesrepublik Deutschland.
Zbigniew Jaremski war 1,82 m groß und hatte ein Wettkampfgewicht von 75 kg. Der dreifache polnische Meister im 400-Meter-Lauf (1972, 1973, 1975) startete für Górnik Zabrze.

## Bestleistungen
- 100 m: 10,6 s, 16. Mai 1970, Zabrze
- 200 m: 20,8 s, 27. Mai 1972, Warschau
  - elektronische Zeitnahme: 21,25 s, 13. Juni 1976, Fürth
- 400 m: 45,7 s, 9. August 1972, Warschau
  - elektronische Zeitnahme: 45,93 s, 18. August 1972, Warschau